# 20375 Sherrigerten
A 20375 Sherrigerten (ideiglenes jelöléssel 1998 KU38) a Naprendszer kisbolygóövében található aszteroida. A LINEAR projekt keretében fedezték fel 1998. május 22-én.